# 正丰矿工业建筑群
正丰矿工业建筑群，位于中国河北省石家庄市井陉矿区井陉三矿工业广场，2001年2月7日公布为河北省文物保护单位，2013年3月5日公布为第七批全国重点文物保护单位。